# Arena Manawatu
Arena Manawatu è un complesso sportivo multifunzione di Palmerston North, in Nuova Zelanda.
Nato nel 1886 come Palmerston North Showgrounds per uso sportivo e militare (piazza d'armi e terreno di parate), è utilizzato prevalentemente per il rugby, sia a XIII che a XV: ospita infatti le gare delle rappresentanti di entrambi i codici della disciplina, anche se per quanto riguarda il league principalmente quelle della squadra giovanile.
È dotato inoltre di campi coperti che possono ospitare incontri di pallacanestro, pallavolo e netball.
Fu uno dei terreni di gioco utilizzati nelle Coppe del Mondo di rugby 1987 e 2011, ed è saltuariamente adottato come campo interno della franchise professionistica degli Hurricanes, di base a Wellington ma il cui bacino di riferimento comprende Manawatu.
In passato ebbe il nome commerciale di FMG Stadium e, dal 2015, di Central Energy Trust Arena.
Amministratore dello stadio è, dal 1974, un consiglio i cui membri sono nominati dal municipio di Palmerston North e dalla società che originariamente deteneva il possesso del manufatto, Manawatu and West Coast Agricultural and Pastoral Association.

## Storia
Il complesso nacque nel 1886 su un'area di circa 128000 m², occupata in gran parte dal campo principale.
Altri tre campi accessori furono costruiti, benché le attività principali si siano sempre tenute su quello più capiente, che è anche quello che ha ospitato appuntamenti internazionali.

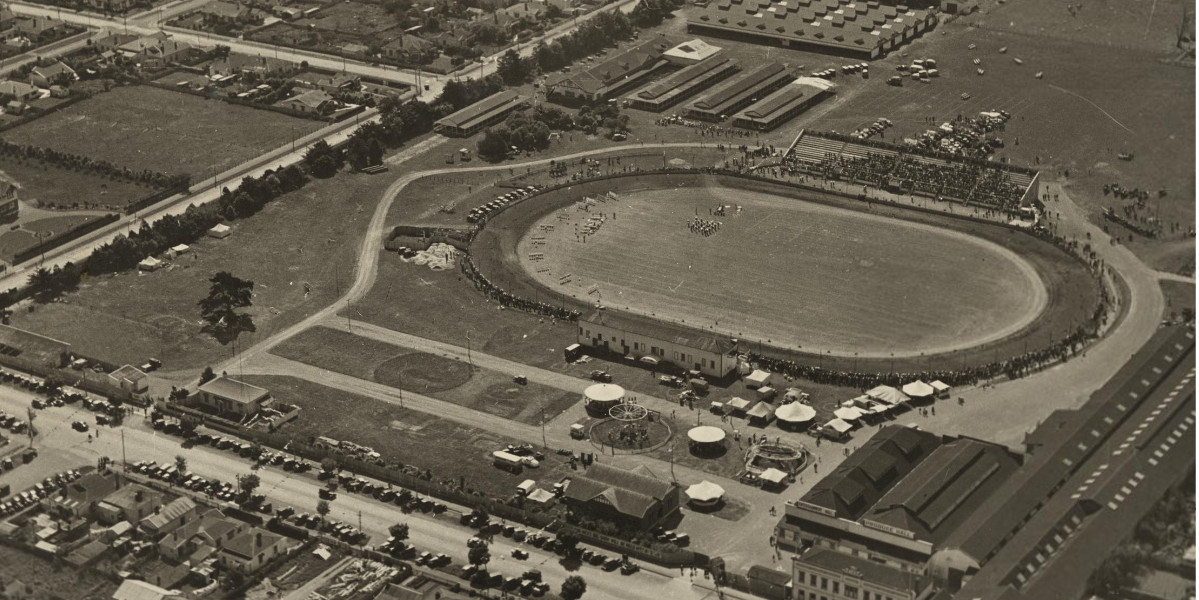
Vista aerea dello Showground nel 1939

Nel primo mezzo secolo di vita lo stadio fu impiegato in maniera intensiva per usi militari, sia per scopi operativi come deposito e centro di reclutamento, sia celebrativi, sia infine come sede di competizioni riservate agli atleti in uniforme.
Da sempre campo interno della provincia rugbistica di Manawatu, ospitò per la prima volta una selezione internazionale nel 1931 quando l'Australia vi incontrò i NZ Māori; fu solo nel 1987 che lo stadio ospitò il suo primo incontro tra due selezioni internazionali, in occasione della prima edizione della Coppa del Mondo, quando vi ebbe luogo Galles — Tonga nella fase a gironi del torneo.
Ventiquattro anni più tardi, nel 2011, accolse di nuovo la massima competizione mondiale ospitando due partite della Georgia, contro Argentina e Romania; gli All Blacks non hanno mai disputato alcun test match nell'impianto.
Nel 1974, non potendo la federazione rugbistica di Manawatu far fronte alle spese per l'ampliamento e il rinnovamento dell'impianto, fu deciso il passaggio della struttura alla municipalità di Palmerston North la quale istituì un comitato fiduciario, il Palmerston North Showgrounds Board of Control, la maggioranza dei membri del cui consiglio d'amministrazione erano di nomina comunale, mentre la minoranza rimanevano in capo alla società costituita da Manawatu per la gestione dello stadio.
Lo stadio entrò nel nuovo millennio con il nome di Arena Manawatu e nel 2005 si legò con un accordo decennale per complessivi 500000 NZD con la compagnia d'assicurazioni FMG; dal 2015, terminato tale accordo, il comitato di gestione dell'impianto ha firmato una nuova intesa con la società di credito a progetti energetici Central Energy Trust, per un importo di 200000 NZD all'anno fino al 2025 e il diritto di nominare lo stadio Central Energy Trust Arena.
Il campo, che ha una capacità di 18000 spettatori, è dotato di un impianto di illuminazione da 1 500 lux e ha ospitato anche incontri delle squadre di calcio del YoungHeart prima del loro trasferimento al Memorial Park e, per una stagione, anche del Wellington Phoenix.

## Incontri di rilievo

### Rugby a 13
| Arbitro: | David Manson |

|            |      |               |
| Iro Panapa | mt   | Davies Gibson |
| Brown      | tr   | Davies        |
|            | drop | Schofield     |

| Arbitro: | Graham Annesley |

|                |      |              |
| Wiki (2) Ngamu | mt   | Betts Hunte  |
| Ridge (3)      | tr   | Goulding (3) |
|                | drop | Goulding     |

### Rugby a 15
| Arbitro: | David Bishop |

|                        |      |                               |
| Fielea 40’ Ete'aki 76’ | mt   | 4’, 12’, 71’ Webbe 40’ Hadley |
| Liava'a 76’            | tr   | 4’, 71’ Thorburn              |
| Amone 34’ Liava’a 80’  | c.p. | 30’, 56’ Thorburn             |
|                        | drop | 60’ J. Davies                 |

| Arbitro: | Dave Pearson |

|                                                       |      |                              |
| Gorgodze 56’                                          | mt   |                              |
| Kvirikashvili 57’                                     | tr   |                              |
| Kvirikashvili 9’, 24’, 31’, 36’, 70’ Urjukashvili 76’ | c.p. | 12’, 34’ Dumbravă 72’ Vlaicu |

| Arbitro: | Alain Rolland |

|                                       |      |                  |
| Imhoff 32’ F. Contepomi 68’ Gosio 78’ | mt   | 38’ Khmaladze    |
| F. Contepomi 68’ Bosch 78’            | tr   | 38’ Urjukashvili |
| F. Contepomi 51’, 59’                 | c.p. |                  |